# Stradivari Cádiz
Lo Stradivari Cádiz del 1722 è un violino antico fabbricato dal liutaio italiano Antonio Stradivari (1644–1737) di Cremona. Lo strumento prende il nome dalla città di Cadice, in Spagna, dove rimase per ottant'anni. Nel 1946 fu acquisito dal violinista americano Joseph Fuchs ed è attualmente di proprietà di una fondazione americana privata. Il Cádiz è in prestito alla violinista Jennifer Frautschi.